# Гавриил (Великошапка)
Гавриил Великошапка — игумен Георгиевского Даневского монастыря.
Гавриил Великошапка был экономом кафедры Киевской и на этой должности был аттестован, как «человек в разных делах бывый, добр, рассудителен и словесен». 
Был определен в Георгиевский монастырь настоятелем 14 октября 1740 года. Гавриил был деятельным хозяином монастыря: он продолжал предпринятую его предшественником Феофаном Степанским постройку каменной церкви Святого Георгия «по плану и фасаду храма Киевского Флоровского монастыря». 
Видя, что «за скудостию Козелецкого монастыря от новозаложенной церкви в совершенное окончание привесть не может», Гавриил Великошапка исходатайствовал у Киевского митрополита Рафаила грамоту «на испрошение» денег «от боголюбивых подаятелей». 
Гавриилу удалось привлечь такую «подаятельницу», как российская императрица Елизавета Петровна, всегда благоволившая к родине своего фаворита Алексея Григорьевича Разумовского. Императрица выделила 2000 рублей (очень существенную по тем временам сумму); да еще великий князь Пётр Фёдорович пожертовал 500 рублей. Гавриил сумел привлечь и другие пожертвования; в частности, он убедил Киевского полковника Ефима Дарагана (из рода Дараганы) вылить для Козелецкого монастыря «субботний колокол». 
Гавриил умер в 1750 (по Строеву, в 1749) году, не успев довести до конца постройку Георгиевской церкви. Однако труды его не пропали даром и Георгиевский Даневский монастырь функционирует и сейчас.